# Don Hahn

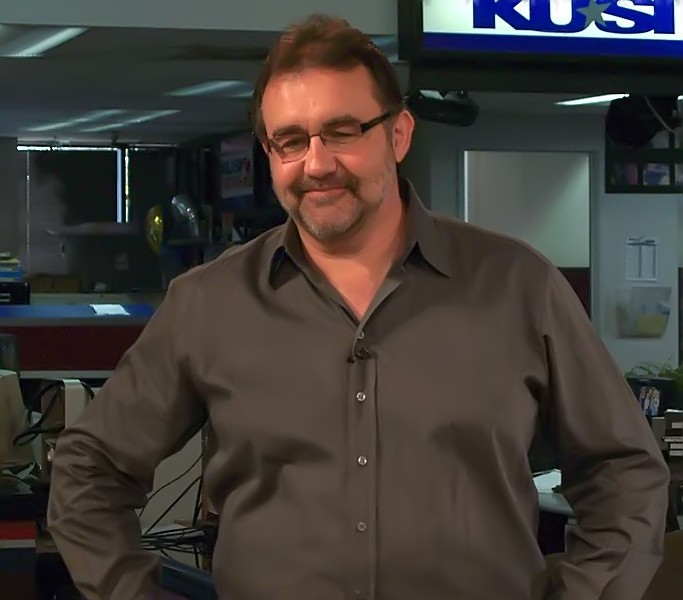
Don Hahn (2009)

Donald Paul Hahn (* 26. November 1955 in Chicago) ist ein US-amerikanischer Filmproduzent.

## Leben
Hahn wurde als ältestes von drei Kindern eines evangelischen Pfarrers in Chicago geboren. Seine Eltern waren Emigranten aus Deutschland. Der Vater war 1923 über Ellis Island in die USA gekommen. Die Familie zog nach Bellflower unweit von Los Angeles, als Hahn drei Jahre alt war, da sein Vater als Pfarrer einer Kirche im San Gabriel Valley bestellt wurde. In seiner Kindheit war Hahn ein begeisterter Musiker, besuchte eine Musikschule und spielte Perkussion, Schlagzeug, Cello und Bass. Im Alter von 15 Jahren zog Hahn mit seiner Familie nach Burbank und wurde Perkussionist beim Los Angeles Junior Philharmonic Orchestra.
Er studierte Musik und Kunst an der California State University Northridge, beendete sein Studium jedoch aufgrund seiner Tätigkeit bei Disney ohne Abschluss: Er hatte bereits im Alter von 20 Jahren ein Praktikum in den Walt Disney Studios absolviert, wobei er als Set-Runner arbeitete und kurz darauf Assistent von Don Bluth während der Arbeit am Film Elliot, das Schmunzelmonster (1977) wurde. Später bewarb er sich erfolgreich bei Disney als Regieassistent. Er arbeitete zunächst als Regieassistent von Wolfgang Reitherman am 1981 erschienenen Film Cap und Capper. Es folgten Aufgaben als Produktionsleiter der Filme Taran und der Zauberkessel (1985) und Basil, der große Mäusedetektiv (1986). Aufgrund seiner Arbeit mit Don Bluth wurde Hahn als Koproduzent des Films Falsches Spiel mit Roger Rabbit engagiert, der wie Elliot, das Schmunzelmonster ebenfalls als Mix aus Real- und Animationsszenen entstehen sollte. Hahn widmete sich nun bei Disney vorrangig der Filmproduktion und war ab 1988 Produzent beim Trickfilm Die Schöne und das Biest (1991), für den er 1993 für einen Oscar in der Kategorie Bester Film nominiert wurde. Weitere Disney-Blockbuster wie Der König der Löwen (1994) und Der Glöckner von Notre Dame (1996) folgten. Sein Erfolg brachte Hahn den Beinamen „billion dollar animation producer“ („Milliarden-Dollar-Animationsproduzent“) ein. Für den Disney-Kurzfilm Das Mädchen mit den Schwefelhölzern erhielt Hahn 2007 seine zweite Oscarnominierung, diesmal in der Kategorie Bester animierter Kurzfilm.
Im Jahr 2006 war Hahn während der Fusion mit Pixar Interimsleiter der Walt Disney Animation Studios. Für Disneynature war Hahn als Ausführender Produzent verschiedener Dokumentarfilme, darunter Unsere Erde – Der Film, Unsere Ozeane und Im Reich der Raubkatzen tätig. Mit seiner eigenen Produktionsfirma Stone Circle Pictures realisierte Hahn Dokumentarfilme wie Waking Sleeping Beauty, Hand Held, High Ground und Tyrus. Hahn ist zudem Autor verschiedener Sachbücher über Animation.
Hahn ist seit 1987 mit Disney-Animatorin Denise Meara-Hahn verheiratet; der Ehe entstammt eine Tochter.

## Filmografie
Filmproduzent
- 1989: Roger in Nöten (Tummy Trouble)
- 1991: Die Schöne und das Biest (Beauty and the Beast)
- 1993: Nightmare Before Christmas (The Nightmare Before Christmas)
- 1994: Der König der Löwen (The Lion King)
- 1996: Der Glöckner von Notre Dame (The Hunchback of Notre Dame)
- 2001: Atlantis – Das Geheimnis der verlorenen Stadt (Atlantis: The Lost Empire)
- 2003: Die Geistervilla (The Haunted Mansion)
- 2004: One by One
- 2006: Das Mädchen mit den Schwefelhölzern (The Little Matchgirl)
- 2009: Waking Sleeping Beauty
- 2010: Hand Held
- 2012: High Ground
- 2015: Die Garde der Löwen – Das Gebrüll ist zurück (The Lion Guard Return of The Roar)

Sonstige Produktionen
- 1988: Falsches Spiel mit Roger Rabbit (Who Framed Roger Rabbit)
- 1991: Michael & Mickey
- 2000: Ein Königreich für ein Lama (The Emperor’s New Groove)
- 2004: Lorenzo
- 2007: The Chestnut Tree
- 2009: Unsere Erde – Der Film (Earth)
- 2009: Unsere Ozeane (Océans)
- 2009: Christmas with Walt Disney
- 2011: Im Reich der Raubkatzen (African Cats)
- 2012: Schimpansen (Chimpanzee)
- 2012: Frankenweenie
- 2014: Maleficent – Die dunkle Fee (Maleficent)
- 2015: Tyrus
- 2015: Richard M. Sherman: Songs of a Lifetime (Fernsehfilm)
- 2021 Life Centered: The Helen Jean Taylor Story | Artbound (PBS)

## Publikationen
- 1996: Animation Magic
- 1999: Dancing Corndogs in the Night. Reawakening Your Creative Spirit
- 2008: Alchemy of Animation
- 2009: Drawn to Life. Golden Years of Disney Master Classes
- 2010: Tales as Old as Time. The Art and Making of Beauty and the Beast
- 2011: Brain Storm. Unleashing Your Creative Self

## Auszeichnungen (Auswahl)
- 1992: Oscarnominierung, Bester Film, für Die Schöne und das Biest
- 1992: Nominierung PGA Awards als herausragender Produzent für Die Schöne und das Biest
- 1995: Nominierung PGA Awards als herausragender Produzent für Der König der Löwen
- 1997: Satellite Award, Bester Film (Animationsfilm oder Real-/Animationsfilm), für Der Glöckner von Notre Dame
- 2007: Oscarnominierung, Bester animierter Kurzfilm, für Das Mädchen mit den Schwefelhölzern
- 2016: June Foray Award der Annie Awards
- 2022: Disney Legend[7]